# Gina-Maria Bethke
Gina-Maria Bethke (* 20. Februar 1997 in Wipperfürth als Gina-Maria Schumacher) ist eine deutsche Western- und Springreiterin. 2019 wurde sie im Reining Europameisterin.

## Leben
Bethke wurde 1997 in Wipperfürth als erstes Kind des siebenmaligen Formel-1-Champions Michael Schumacher und seiner Frau Corinna, die ebenfalls eine erfolgreiche Westernreiterin ist, geboren. Bethke ist die Schwester des Formel-1-Rennfahrers Mick Schumacher. Ihr Onkel Ralf Schumacher und dessen Sohn David sind ebenfalls Automobilrennfahrer.
Durch ihre Mutter wurde Bethke früh an den Reitsport herangeführt und saß bereits im Alter von drei Jahren auf Shetlandponys. Mit neun Jahren nahm sie mit einem Dressurpony an ihrer ersten Reiningprüfung teil. Später bekam sie ein American Quarter Horse und wurde immer erfolgreicher.
Seit 28. September 2024 ist sie mit Iain Bethke verheiratet. Am 29. März 2025 wurden beide Eltern einer Tochter. Sie wohnen in Gland in der Schweiz.

## Sportlaufbahn
2013 nahm sie als Juniorin an der Europameisterschaft in Manerbio in Italien teil, gewann im Einzelwettbewerb auf Gunners Enterprise die Goldmedaille und belegte mit der Equipe Rang 4. Bei der Junioren-Europameisterschaft 2014 auf der CS-Ranch ihrer Mutter in Givrins in der Schweiz gewann sie auf Big Time Rooster im Einzel die Bronzemedaille. 2015 gelang ihr mit Gunners Enterprise Einzel-Gold und Gold mit der Equipe bei der Junioren-Europameisterschaft, die ebenfalls auf der CS-Ranch in Givrins in der Schweiz durchgeführt wurde.
2016 holte sie auf Arc Guns M Oaks sowohl im Einzel als auch mit der Equipe Gold in der Altersklasse der Jungen Reiter bei der Europameisterschaft auf der CS-Ranch. Bei den FEI-Reining-Weltmeisterschaften 2017 in Givrins in der Schweiz erreichte sie mit ihrem Pferd Gotta Nifty Gun sowohl im Einzel als auch mit der Equipe die Goldmedaille in der Altersklasse der Jungen Reiter. Von 2017 bis 2019 startete sie international auch an Springprüfungen auf CSI*-Niveau. An den Weltreiterspielen 2018 in Tryon konnte sie wegen eines Infekts ihres Hengstes Gotta Nifty Gun nicht teilnehmen.
Nach dem Wechsel in das Lager der Erwachsenen nahm sie mit ihrem Pferd Shine N Whiz an der Reining-Europameisterschaft 2019 in Givrins teil. Dort belegte sie im Einzel den vierten Rang. Mit ihren Teamkollegen Grischa Ludwig, Markus Süchting und Elias Ernst gewann sie mit der deutschen Equipe die Goldmedaille. Bethke erreichte 2022 den Status eines NRHA „One Million Dollar Rider“, was bedeutet, dass sie mit Preisgeldern mehr als einer Million Dollar bei NRHA-Turnieren verdient hat.
2023 trat Bethke bei der Cactus Reining Classic Derby Open in Arizona gegen amerikanische und internationale Reining-Profis an. Sie hatte ihren siebenjährigen Hengst Gunnastepya dabei, mit dem sie auch schon 2021 als erste Amateurreinerin und bisher einzige Deutsche in der Geschichte der Prüfung am Run for a Million teilnahm. Sie gewann den Level 4 Cactus Reining Classic Open Derby Champion Titel und qualifizierte sich damit für den Run for a Million 2023 in Las Vegas. Sie erreichte auf Gunnastepya hinter dem Sieger Jason Vanlandinghamden den dritten Platz, gemeinsam mit Casey Deary, dem Goldmedaillengewinner der Weltreiterspiele 2018 in Tryon. Gunnastepya ist Zuchthengst auf der XCS Farm (Stand 2024).
Mit CS Sailing Gun, der auf der XCS Ranch in Gordonville, Texas, dem Gestüt von Corinna Schumacher, gezüchtet wurde, gewann sie 2023 das 6666 National Reining Horse Association (NRHA) Non-Pro Derby. Auch CS Sailing Guns Vater, den Hengst Gunners Enterprise stellte Bethke im Reining vor, und mit der Mutterstute La Bigia Sailor nahm ihre Mutter an Wettkämpfen teil.

## Pferde
- Gunnastepya (* 2016), Fuchshengst, Vater: Gunnatrashya (Erfolgshengst von Shawn Flarida),

Mutter: SDP A Lasting Step, die über ihren Großvater, den NRHA One Million Dollar Sire Smart Chic Olena, von der Cutting-Legende und American Quarter Horse Hall of Fame-Stute Poco Lena abstammt.
- Gunners Enterprise (* 28. April 2004), brauner Hengst, Vater: Colonels Smoking Gun, Mutter: My Royal Enterprise
- Big Time Rooster
- Arc Guns M Oaks
- Gotta Nifty Gun, 2010, Falbe, Hengst
- Shine N Whiz
- CS Sailing Gun